# Квант (детско-юношеская спортивная школа)
МАУ СШОР «Квант» (полное название Муниципальное автономное учреждение «Спортивная школа олимпийского резерва „Квант“») — широкопрофильная спортивная школа в г. Обнинске.

## Общие сведения
Детско-юношеская спортивная школа «Квант» снована в 1959 году. На начало 2018—2019 тренировочного года состоит из 14 отделений. Отделения школы расположены в различных помещениях по г. Обнинску. «Квант» — многопрофильная спортивная школа, занятия в которой ведутся по 14 видам спорта. В настоящее время в «Кванте» занимаются 1306 человек, повышают спортивное мастерство 11 спортсменов-инструкторов, тренируется один мастер спорта России международного класса по лыжным гонкам — Дарья Сторожилова, 10 мастеров спорта (3 в отделении пулевой стрельбы, 4 в отделении тяжелой атлетики, 2 в отделении самбо и 1 в отделении АФК) и 29 кандидатов в мастера спорта.
У многих тренеров «Кванта» — почётные звания Заслуженный тренер России и Заслуженный работник физической культуры Российской Федерации. Школа имеет современную материально-техническую базу. «Квант» считается одной из ведущих в Калужской области и одной из крупнейших в Российской Федерации спортивных школ.
С 2015 года школа была лауреатом регионального конкурса «На лучшую постановку работы в организациях физической культуры и спорта Калужской области»: в 2015 году — I место, в 2016-м — I место, в 2017-м — III место.

### История школы
Первая спортивная школа города Обнинска — МАУ "СШОР «КВАНТ» в далеком 1959 году называлась ДЮСШ ГКП — 36. Первая спортивная школа города была открыта 11 марта 1959 года. Состояла она тогда из двух отделений: спортивной гимнастики и легкой атлетики с общим количеством 180 детей и 4 тренерами. Название спортивный клуб «КВАНТ» было присвоено школе в октябре 1966 года.
С 1969 года в ДЮСШ насчитывается 10 спортивных отделений с общим количеством 1472 спортсмена. Директором школы назначают Романа Геннадьевича Тогаева. Под его руководством занятия проводят 24 тренера.
В 1970 году построен плавательный бассейн с игровыми залами. В 1972 году произведена реконструкция стадиона, построен хоккейный корт, павильон с раздевалками и другие спортсооружения.
В 1986 построена открытая ванна плавательного бассейна. Создание такой базы позволило проводить спортивные мероприятия не только городского и областного уровня, но и организовывать тренировочный процесс сборных команд СССР по тяжелой атлетике, плаванию, гимнастике.
В 2015 году школа обрела статус специализированной детско-юношеской школы олимпийского резерва.
В 2016-м году школу возглавил Николай Иванович Платошечкин.

### Директора школы
- 1959—1969 — ?
- 1969—2015 — Роман Геннадьевич Тогаев
- 2015—2019 — Николай Иванович Платошечкин
- с 2019 — Владимир Васильевич Краснолобов

## Отделения

### Бокс
Секция бокса создана в 1956 году. Отделение бокса располагается в специализированном зале на стадионе «Труд». Боксёры Обнинска — победители командного первенства Калужской области 2006—2007 гг. Среди воспитанников есть победитель Чемпионата России и Европы — Алексей Егоров, победители и призёры всероссийских и международных соревнований. Воспитанники школы входят в состав сборной России по боксу.

#### Старшие тренеры
- Р. А. Садыков (1956—1963)
- Ю. В. Лопатников (1964—1970)
- Н. Н. Пальчиков (1970—2005)
- Заслуженный тренер России Вадим Васильевич Мезенцев (2005—2016).

Бывшие тренеры:
- Заслуженный тренер России Э. В. Кравцов
- Тренер-преподаватель высшей категории М. И. Цыганков
- Тренер-преподаватель А. А. Фролов

### Теннис
Отделение тенниса создано в 1992 году. За прошедшее время подготовлено 3 кандидата в мастера спорта, 4 мастера спорта, 1 мастер спорта международного класса. Профессиональный отбор детей проводится с шестилетнего возраста.
Среди воспитанников чемпион мира среди девушек (1999) по версии Международной федерации тенниса (ITF) Лина Красноруцкая, чемпионы Европы Лина Красноруцкая, Александр Красноруцкий, двукратный бронзовый призёр универсиады в Бангкоке Александр Красноруцкий, чемпионы России Александр Красноруцкий, Мария Жаркова, Дмитрий Кашлинов, Вадим Давлетшин.

### Футбол
Отделение футбола — структурное подразделение МУП «Дворец спорта». С 1961 по 2002 год в Обнинске работал единственный тренер по футболу Юрий Алексеевич Шуванов. С 2002 года тренерский штаб был увеличен с одного тренера до восьми, и к тренерской работе в школе приступили ученики Шуванова Олег и Алексей Морозовы, Лев Березнер и другие. С 2005 года один тренер школы ежегодно обучается в ВШТ за счёт МУП «Дворец спорта».
В школе занимается более 200 детей в десяти возрастах от 7 до 17 лет. Создана молодёжная команда из 25 игроков в возрасте 17—21 год, представляющая Обнинск и Калужскую область в 3-м дивизионе чемпионата России.

### Лыжные гонки
Отделение создано в 1998 году. Занимается 45—60 детей в группах по 15—20 человек в возрасте от 8 до 18 лет.
Подготовлено 2 мастера спорта (Алексей Третьяков и Александр Славуцкий), 1 кандидат в мастера спорта (Александр Панчук), чемпионы и призёры областных соревнований (в том числе Дарья Старожилова — чемпионка Калужской области среди взрослых в 2008 году).

### Шахматы
Лицей «Держава»

### Плавание
Секция плавания была создана в 1969 году с появлением в Обнинске первого закрытого бассейна. Первые тренеры — Н. В. Горелышева, Р. Г. Тогаев, Р. С. Ильина, Н. Р. Халидова, С. А. Никонов.
Плаванием занимается более 700 детей в возрасте от шести месяцев. Пловцы школы становились неоднократными победителями и призёрами международных, всесоюзных и республиканский соревнований (Николай Плотников, Олег Лебедев, Светлана Русяева, Елена Шушлина, Яна Булашевич, Вадим Крамской, Сергей Загацкий, Сергей Клюев, Владимир Бачин, Дмитрий Петрушин). Николай Плотников, Олег Лебедев и Сергей Загацкий входили в сборную СССР, Дмитрий Петрушин — в сборную России.
Николай Скворцов — заслуженный мастер спорта.
Сергей Фесиков — мастер спорта международного класса.

### Спортивная гимнастика
Отделение создано в 2001 году. В зале занимаются около 40 человек
За время работы отделения подготовлено: второй спортивный разряд — 2 человека, третий спортивный разряд — 3 человека, первый юношеский разряд — 3 человека, второй юношеский разряд — 10 человек, третий юношеский разряд — 20 человек.
Игорь Лемешенко — абсолютный победитель первенства России cpeди юношей пo спopтивной гимнастикe (2009). Воспитанник Дмитрия Березнера.

### Художественная гимнастика
В 2008 году на первенстве и чемпионате Калужской области воспитанницы школы завоевали в шести возрастных категориях 5 первых мест, 3 вторых и 3 третьих. Ольга Морозова — чемпионка Калужской области по программе мастера спорта.

### Самбо и дзюдо
Секция самбо была создана в 1956 году по инициативе и при непосредственном участии молодых физиков — сотрудников Физико-энергетического института В. А. Семёнова, А. Г. Новикова, А. В. Звонарёва, Е. С. Матусевича и других. Первым тренером стал Вячеслав Семёнов. В 1960 году команда обнинских самбистов впервые выступила в чемпионате Калужской области и стала чемпионом. Первыми чемпионами стали В. Ткач, В. Оськин, В. Смирнов. С 1970 года тренерами секции стали В. Журавлёв и А. Королёв. С 1970-х гг. в секции начали изучаться основы дзюдо.
В отделении занимаются около 200 человек. За время существования секции и отделения было подготовлено 36 мастеров спорта и 2 мастера международного класса.

### Лёгкая атлетика
Стадион «Труд»

### Пулевая стрельба
В 1974—1976 гг. по инициативе обнинских стрелков во главе с А. Я. Хаджибековым был построен специализированный тир на улице Цветкова, дом 8. В тире начали работать первые секции по пулевой стрельбе. Одновременно на многих предприятиях города были организованы стрелковые кружки. В 1976—1990 гг. было подготовлено 3 мастера спорта и большое количество кандидатов в мастера спорта. В 1988 году в обнинском тире было проведено первенство России по стрельбе среди юниоров. В 1996 году воспитанник обнинского тира Артём Хаджибеков, сын А. Я. Хаджибекова, завоевал золотую медаль на Олимпийских играх. В 2003 году в обнинском тире были возобновлены регулярные тренировки. В 2007 году на базе обнинского тира было открыто отделение пулевой стрельбы ДЮСШ «Квант». В состав тира входят две стрелковые галереи для стрельбы на дистанции до 50 метров и на 10 метров. Стрелковые галереи оборудованы специальными мишенными установками, позволяющие тренировать и проводить соревнования по олимпийским видам стрельбы. В систему подготовки стрелков входят занятия на стрелковых тренажёрах 8КАТТ. Занятия проходят также с использованием макетов автомата Калашникова и пистолета Макарова. Используются другие электронные тренажёры, развивающие реакцию, выдержку, командный дух, концентрацию и усидчивость.
ОбС 2007 года подготовлен 1 мастер спорта и 5 спортсменов первого разряда.
Дарья Бузаева (пистолет) — серебряный призёр первенства России в команде по стрельбе из малокалиберного пистолета, серебряный призёр всероссийских соревнований, чемпионка Калужской области.
Дмитрий Рыков (пистолет) — серебряный призёр всероссийских соревнований, неоднократный победитель и призёр первенств Калужской области.
Андрей Селивёрстов (винтовка) — неоднократный победитель всероссийских соревнований, финалист спартакиады молодёжи 2006 года, победитель и призёр чемпионатов ЦФО, многократный победитель чемпионатов и первенств Калужской области.

### Баскетбол
Отделение создано в 2007 году. В группе занимается до 20 человек.

### Спортивные танцы
Отделение создано в 2006 году. Среди воспитанников есть чемпионы мира среди юниоров и любителей, финалисты и призёры Открытого чемпионата Великобритании, Голландии, Германии, Франции, Литвы.

### Адаптивная физическая культура
Отделение создано в 2007 году. Развивается три направления: плавание, настольный теннис, физкультура в тренажёрном зале. Всего занимается 74 человека, возраст занятий не ограничен.